# Бронфман, Ефим Наумович
Ефим Наумович Бронфман (род. 10 апреля 1958, Ташкент) — израильский и американский пианист, выходец из СССР.

## Биография и творчество
Родился в семье музыкантов: отец — скрипач, профессор Ташкентской консерватории Наум Ефимович Бронфман (1911—2007), мать — пианистка Полина Бронфман, сестра — скрипачка Елизавета Наумовна Крупник (Elizabeth Krupnik, жена валторниста Анатолия Крупника) выступает в составе Израильского филармонического оркестра, училась у Леонида Когана; среди друзей семьи были Эмиль Гилельс и Давид Ойстрах.
В 1973 семья переехала в Израиль. Ефим учился в Академии музыки и танца имени С.Рубина при Тель-Авивском университете. Дебютировал в 1975 с Монреальским симфоническим оркестром под управлением Зубина Меты (позже он записал с ним сонаты и концерты Прокофьева). С 1976 учился в США — в Джульярдской школе и Кёртисовском институте у Рудольфа Фиркушны и Рудольфа Сёркина.
В 1989 получил американское гражданство и дебютировал в Карнеги-холле. В 1991 концертировал с Айзеком Стерном, в этом же году получил премию Эвери Фишера. В 1997 удостоен премии «Грэмми» за запись исполнения трёх концертов Бартока с Лос-Анджелесским филармоническим оркестром под управлением Эса-Пекки Салонена (с ним он записал ещё концерты Рахманинова).
В марте 2006 исполнил Первый фортепианный концерт Шостаковича с симфоническим оркестром Сан-Франциско под управлением М.Ростроповича. В январе 2007 состоялась мировая премьера фортепианного концерта Салонена, посвященного Бронфману: Нью-Йоркским филармоническим оркестром дирижировал автор.
Лауреат премии имени Шостаковича 2008 года. Сочинения для Бронфмана пишут Йорг Видманн, Брайт Шенг.